# Млин (острво)
Млин је мало ненасељено острво у хрватском делу Јадранског мора.
Млин се налази 4,5 км источно од острва Дрвеник Вели. Површина острва износи 0,012 км². Дужина обалске линије је 0,42 км.. 
На острву се налази светионик.